# نيك لوي (مغني)
نيك لوي (بالإنجليزية: Nick Lowe) نيكولاس درين لوي (من مواليد 24 مارس 1949) هو مغني وكاتب أغاني وموسيقي ومنتج بريطاني. شخصية ملحوظة في مجال موسيقى الباور بوب power pop وموسيقى الموجة الجديدة. سجل نيك لوي سلسلة من الألبومات المنفردة التي حازت التقدير، جنبًا إلى جنب مع الغناء، يعزف لوي على الجيتار والجيتار الباص والبيانو والهارمونيكا، بالإضافة إلى عمله الإنتاجي مع إلفيس كوستيلو وغراهام باركر وآخرين. كتب لوي أيضًا «(ما هو المضحك جدًا uk) السلام والحب والتفاهم What's So Funny 'Bout, Peace, Love, and Understanding» عام 1978، وكانت نجاحاً كبيراً لكوستيلو.
يعيش نيك لوي في برينتفورد، لندن، إنجلترا.

## أشهر أغانيه
قاسية على أن تكون لطيفا (من أفضل 40 أغنية في الولايات المتحدة) (1979) Cruel to Be Kind
أنا أحب صوت كسر الزجاج (من أفضل 10 أغاني في المملكة المتحدة) (1978) I Love the Sound of Breaking Glass

## وصلات خارجية
- نيك لوي (مغني) على موقع IMDb (الإنجليزية)
- نيك لوي (مغني) على موقع الموسوعة البريطانية (الإنجليزية)
- نيك لوي (مغني) على موقع ميوزك برينز (الإنجليزية)
- نيك لوي (مغني) على موقع رولينغ ستون (الإنجليزية)
- نيك لوي (مغني) على موقع إن إن دي بي (الإنجليزية)
- نيك لوي (مغني) على موقع أول ميوزيك (الإنجليزية)
- نيك لوي (مغني) على موقع ديسكوغز (الإنجليزية)
- نيك لوي (مغني) على موقع قاعدة بيانات الفيلم (الإنجليزية)